# Linus Roache
Linus William Roache (ur. 1 lutego 1964 w Manchesterze) – angielski aktor filmowy i telewizyjny.

## Życiorys

### Wczesne lata
Urodził się w Manchesterze jako syn pary aktorskiej – Williama Roache'a i Anny Cropper. Dorastał wraz z młodszą siostrą Vanyą (ur. 1967). Miał dziesięć lat, kiedy rodzice rozwiedli się (1974). Jego ojciec ożenił się ponownie w roku 1977 z Sarą Mottram, z którą miał potem dwie córki – Verity Elizabeth (ur. 1981) i Edwinę (ur. 1982, zm. 1984) oraz syna Williama Jamesa (ur. 1986).

### Kariera
Swoją karierę aktorską rozpoczął w wieku 11 lat u boku swojego ojca jako młody Peter Barlow w serialu angielskim Coronation Street (1975). Rok potem wcielił się w chłopca z dżumą dymieniczą w serialu przygodowym BBC Linia Onedin (The Onedin Line, 1976). 
Następne dwie dekady spędził na scenie, grając m.in. Marka Antoniusza w Juliuszu Cezarze, Kajusa w Tytusie Adronikusie czy tytułowego Ryszarda II. W 1985 był związany z Royal Shakespeare Company. 
Ukończył Central School of Speech and Drama. W roku 1986 znalazł się w obsadzie kinowego horroru brytyjskiego Link. Po udziale w serialu BBC Seaforth (1994), zagrał rolę młodego księdza katolickiego Grega Pilkingtona w Liverpoolu, który jest homoseksualistą i chodzi na „podryw” do klubów gejowskich w kontrowersyjno-skandalizującym dramacie obyczajowo-psychologicznym Ksiądz (Priest, 1994). Potem spędził 18 miesięcy w Indiach, gdzie odkrył medytację duchową.
Profesjonalizmem aktorskim wykazał się w roli Samuela Taylora Coleridge’a słynnego poety angielskiego w dramacie Pandaemonium (2000), a za tę kreację odebrał w Londynie nagrodę Evening Standard British Film. Natomiast rola Roberta F. Kennedy’ego w dramacie telewizyjnym RFK (2002) przyniosła mu nominację do nagrody Złotego Globu. Jest laureatem Złotej Satelity za postać Ralph Wigram w telewizyjnym dramacie historycznym Wzbierająca burza (The Gathering Storm, 2002). W biblijnym telefilmie Dziesięcioro przykazań (The Ten Commandments, 2006) zagrał Aarona, starszego brata Mojżesza, jego rzecznika wobec faraona i ludu Izraela.
Od stycznia 2002 roku jest żonaty z aktorką Rosalind Bennett.
Jest wegetarianinem.

## Filmografia

### Filmy fabularne
- 1985: No Surrender jako chłopiec z Ulsteru
- 1986: Link
- 1994: Ksiądz (Priest) jako ojciec Greg Pilkington
- 1997: Miłość i śmierć w Wenecji (The Wings of the Dove) jako Merton Densher
- 1999: Kolor zachodu słońca (Siam Sunset) jako Perry
- 1999: Projekt Wenecja (The Venice Project) jako hrabia Jacko / hrabia Giaccomo
- 2000: Królestwo Demonów (Pandaemonium) jako Samuel Taylor Coleridge
- 2000: Best – najlepszy z najlepszych (Best) jako Denis Law
- 2002: Wojna Harta (Hart's War) jako kapitan Peter A. Ross
- 2003: Bez granic (Beyond Borders) jako Henry Bauford
- 2003: Ślepy lot (Blind Flight) jako John McCarthy
- 2004: Kroniki Riddicka (The Chronicles of Riddick) jako Purifier
- 2004: Życie, którego nie było (The Forgotten) jako przyjacielski mężczyzna
- 2005: 12 lat i koniec (Twelve and Holding) jako Jim Carges
- 2005: Batman: Początek (Batman Begins) jako Thomas Wayne
- 2006: Uznajcie mnie za winnego (Find Me Guilty) jako Sean Kierney
- 2006: A Through M jako głos na przyjęciu
- 2006: Zerwana nić (Broken Thread) jako Ram
- 2007: Zanim nadejdą deszcze (Before the Rains) jako Henry Moores
- 2008: Yonkers Joe jako Teddy
- 2012: Supercapitalist jako Mark Patterson
- 2013: Innocence jako Miles Warner
- 2014: Non-Stop jako David McMillan
- 2015: Division 19 jako Charles Lynden

### Filmy TV
- 1998: Strzał w serce (Shot Through the Heart) jako Vlado
- 2002: Robert F. Kennedy (RFK) jako Robert F. Kennedy
- 2002: Wzbierająca burza (The Gathering Storm) jako Ralph Wigram
- 2006: Dziesięć przykazań (The Ten Commandments) jako Aaron
- 2012: The Making of a Lady jako lord James Walderhurst

### Seriale TV
- 1975, 2010: Coronation Street jako Peter Barlow (1975), jako Lawrence Cunningham (2010)
- 1976: The Onedin Line jako chłopak
- 1989: Saracen jako Daniel McAvaddy
- 1992: Szekspir: Animowane opowieści (Shakespeare: The Animated Tales) jako Romeo (głos)
- 1994: Seaforth jako Bob Longman
- 1994: How High the Moon
- 2006–2007: Uprowadzeni (Kidnapped) jako Andy Archer
- 2008–2010: Prawo i porządek (Law & Order) jako Michael Cutter
- 2011–2012: Prawo i porządek: sekcja specjalna (Law & Order: Special Victims Unit) jako Michael Cutter
- 2012: Titanic jako Hugh
- 2014: Czarna lista (The Blacklist) jako The Kingmaker
- 2014–2015: Wikingowie (Vikings) jako król Egbert